# Decius (Konsul 529)
Flavius Decius war ein spätantiker römischer Patricius und Konsul im Jahr 529.
Decius stammte aus der aristokratischen Familie der Decier. Sein Vater war Basilius Venantius, Konsul im Jahr 508; sein Bruder Decius Paulinus, Konsul 534. Decius entkam mit einigen anderen Senatoren nach der Einnahme Roms durch den Ostgotenkönig Totila am 17. Dezember 546 nach Konstantinopel.